# Pohár mistrů evropských zemí 1979/1980
Sezóna 1979/80 byla 25. ročníkem Poháru mistrů evropských zemí. Jejím vítězem se stal anglický klub Nottingham Forest FC, který tak obhájil svůj titul z minulého ročníku.

## Předkolo
| Domácí v 1. zápase | Celkem | Hosté v 1. zápase | 1. zápas | 2. zápas |
| ------------------ | ------ | ----------------- | -------- | -------- |
| Dundalk FC         | 3–1    | Linfield FC       | 1–1      | 2–0      |

## První kolo
| Domácí v 1. zápase   | Celkem | Hosté v 1. zápase    | 1. zápas | 2. zápas |
| -------------------- | ------ | -------------------- | -------- | -------- |
| Nottingham Forest FC | 3–1    | Öster                | 2–0      | 1–1      |
| FC Argeș Pitești     | 3–2    | AEK Athény           | 3–0      | 0–2      |
| Dynamo Berlin        | 4–1    | Ruch Chorzów         | 4–1      | 0–0      |
| Servette             | 4–2    | KSK Beveren          | 3–1      | 1–1      |
| Újpesti Dózsa        | 3–4    | Dukla Praha          | 3–2      | 0–2      |
| Start                | 1–6    | RC Strasbourg Alsace | 1–2      | 0–4      |
| HJK Helsinki         | 2–16   | Ajax                 | 1–8      | 1–8      |
| Red Boys Differdange | 3–7    | Omonia               | 2–1      | 1–6      |
| Partizani Tirana     | 2–4    | Celtic FC            | 1–0      | 1–4      |
| Dundalk FC           | 2–1    | Hibernians           | 2–0      | 0–1      |
| FC Porto             | 1–0    | AC Milán             | 0–0      | 1–0      |
| PFK Levski Sofia     | 0–3    | Real Madrid          | 0–1      | 0–2      |
| Valur                | 1–5    | Hamburg              | 0–3      | 1–2      |
| Liverpool FC         | 2–4    | Dinamo Tbilisi       | 2–1      | 0–3      |
| Vejle                | 4–3    | Austria Vídeň        | 3–2      | 1–1      |
| Hajduk Split         | 2–0    | Trabzonspor          | 1–0      | 1–0      |

## Druhé kolo
| Domácí v 1. zápase   | Celkem | Hosté v 1. zápase    | 1. zápas | 2. zápas |
| -------------------- | ------ | -------------------- | -------- | -------- |
| Nottingham Forest FC | 4-1    | FC Argeș Pitești     | 2–0      | 2–1      |
| Dynamo Berlin        | 4–3    | Servette             | 2–1      | 2–2      |
| Dukla Praha          | 1–2    | RC Strasbourg Alsace | 1–0      | 0–2      |
| Ajax                 | 10–4   | Omonia               | 10–0     | 0–4      |
| Celtic FC            | 3–2    | Dundalk FC           | 3–2      | 0–0      |
| FC Porto             | 2–21   | Real Madrid          | 2–1      | 0–1      |
| Hamburg              | 6–3    | Dinamo Tbilisi       | 3–1      | 3–2      |
| Vejle                | 2–4    | Hajduk Split         | 0–3      | 2–1      |

1 Real Madrid postoupil do další fáze díky více vstřeleným brankám na hřišti soupeře.

## Čtvrtfinále
| Domácí v 1. zápase   | Celkem | Hosté v 1. zápase | 1. zápas | 2. zápas |
| -------------------- | ------ | ----------------- | -------- | -------- |
| Nottingham Forest FC | 3–2    | Dynamo Berlin     | 0–1      | 3–1      |
| RC Strasbourg Alsace | 0–4    | Ajax              | 0–0      | 0–4      |
| Celtic FC            | 2–3    | Real Madrid       | 2–0      | 0–3      |
| Hamburg              | 3–31   | Hajduk Split      | 1–0      | 2–3      |

1 Hamburg postoupil do další fáze díky více vstřeleným brankám na hřišti soupeře.

## Semifinále
| Domácí v 1. zápase   | Celkem | Hosté v 1. zápase | 1. zápas | 2. zápas |
| -------------------- | ------ | ----------------- | -------- | -------- |
| Nottingham Forest FC | 2–1    | Ajax              | 2–0      | 0–1      |
| Real Madrid          | 3–5    | Hamburg           | 2–0      | 1–5      |

## Finále
| 28. května 1980      |        |         |                                                                                          |
| Nottingham Forest FC | 1 – 0  | Hamburg | Santiago Bernabéu Stadium, Madrid diváci: 50 000 rozhodčí: Antonio Garrido (Portugalsko) |
| John Robertson 21'   | Report |         | Santiago Bernabéu Stadium, Madrid diváci: 50 000 rozhodčí: Antonio Garrido (Portugalsko) |

## Vítěz
| Pohár mistrů evropských zemí 1979/80 Nottingham Forest FC (2. titul) Peter Shilton, Viv Anderson, Frank Gray, John McGovern ,Larry Lloyd, Kenny Burns, Martin O'Neill, Ian Bowyer, Garry Birtles, Gary Mills, John Robertson, John O'Hare, Bryn Gunn, Jimmy Montgomery, David Needham Trenér: Brian Clough |